# Pseudoleucania onerosa
Pseudoleucania onerosa là một loài bướm đêm thuộc họ Noctuidae. Nó được tìm thấy ở Maule và vùng Biobíos của Chile và San Martín de los Andes, Neuquén, Junín de los Andes và Correntoso in Argentina.
Sải cánh dài 33–40 mm. Con trưởng thành bay từ tháng 8 đến tháng 3.
Ấu trùng ăn các loài Acanthaceae, Ericaceae và Araliaceae.